# 韩明哲
韩明哲（1960年—），朝鲜族，吉林延边和龙人，干细胞移植专家，中国医学科学院血液学研究所血液病医院造血干细胞移植科主任和血液四科主任，兼厦门大学附属第一医院血液科主任，博士生导师，国务院特殊津贴专家，卫生部有突出贡献中青年专家，首届天津市名医。

## 生平
1960年，韩明哲出生于吉林省延边朝鲜族自治州和龙县。1984年，他从白求恩医科大学毕业后被分配到中国医学科学院血液研究所工作。1986年，他参加了中国首例自体骨髓移植手术。1988年，韩明哲被评为天津市五一劳动模范。:187
1992年，韩明哲从日本北海道大学获得医学博士学位。次年，他被破格晋升为副主任医师，后任中国医学科学院血液学研究所血液病医院造血干细胞移植科主任和血液四科主任，2000年成为博士生导师。他主持的科研项目将急性白血病自体造血干细胞移植的疗效提高到了50%-70%，长期生存率则达到国际先进水平。此科研成果于2002年获天津市科技进步二等奖。2004年，他主持的世界首创干细胞移植治疗下肢缺血性疾病改变了以往重症患者需要截肢的局面，使他再次获得天津市科技进步二等奖。同年，他获国务院政府特殊津贴，2006年获天津市十佳医生荣誉称号，2008年获卫生部有突出贡献中青年专家称号:187-194:163:170。2013年，厦门市卫生局和厦门大学附属第一医院通过“双主任”制将韩明哲聘为厦门大学附属第一医院血液科主任。